# محلة أبو علي
محلة أبو علي، قرية رئيسية تابعة لمركز دسوق التابع لمحافظة كفر الشيخ في جمهورية مصر العربية.

## التاريخ
قرية محلة أبو علي من القرى القديمة، حيث وردت باسم «محلة أبو علي الغربية» في أعمال الغربية ضمن قرى الروك الصلاحي التي أحصاها ابن مماتي في كتاب قوانين الدواوين، كما وردت باسم «محلة أبي علي الغربية» في أعمال الغربية ضمن قرى الروك الناصري التي أحصاها ابن الجيعان في كتاب «التحفة السنية بأسماء البلاد المصرية». وفي العصر العثماني وردت باسم «محلة أبو علي الغربية» في التربيع العثماني الذي أجراه الوالي العثماني سليمان باشا الخادم في عصر السلطان العثماني سليمان القانوني ضمن قرى ولاية الغربية، وفي تاريخ 1228هـ/1813م الذي عدّ قرى مصر بعد المسح الذي قام به محمد علي باشا باسم «محلة أبو علي الغربية» ضمن قرى مديرية الغربية. حديثًا، حذفت كلمة «الغربية» من الاسم.

## الوحدة المحلية بقرية محلة أبو علي

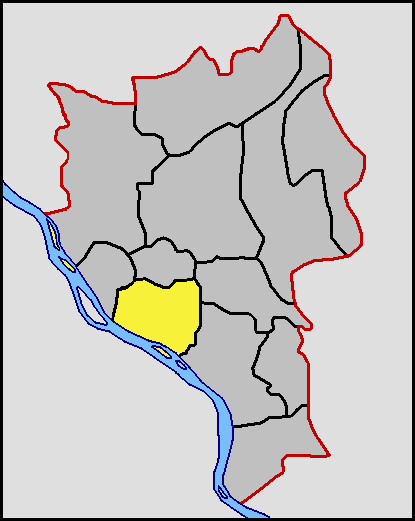
موقع الوحدة المحلية بمحلة أبو علي بالنسبة لمركز دسوق.

القرية الرئيسية هي قرية محلة أبو علي، وتتبعها 2 قرية فرعية و8 عزب وكفر ونجع:
- محلة أبو علي
- جماجمون
- كفر إبراهيم

## توابع القرية
لها 3 توابع من عزب وكفور ونجوع:
- أبو علي
- القفاصين
- تاج الفار

## السكان
حسب إحصاءات عام 2006، بلغ عدد سكان محلة أبو علي 11,397 نسمة، منهم 5,923 ذكر و5,474 أنثى.